# オスモライト
オスモライト（英語: osmolyte、浸透〔圧〕有効物質、浸透〔圧〕調節物質）は、生物において主に浸透圧を調整する化学物質である。細胞においては細胞外部の浸透圧ストレス（浸透圧勾配）による水の流入あるいは排出に対し細胞容積を保持する機能がある一方で、広範囲の濃度域にわたり酵素などのタンパク質の構造や機能を安定して機能させタンパク質を変性から守る働きもある。
類似名称に、適合溶質（osmoprotectant）がある。

## 特性
有機オスモライトには次の特性がある。
- 濃度安定性 - 広範囲の濃度域で機能する（無機オスモライトは高濃度ではオスモライトとして機能しない）。
- 機能安定性 - タンパク質の機能性を維持する。
- 構造安定性 - タンパク質の分子構造を安定させる。

また、以下の特性を有するものも見つかっている。
- 温度安定性 - 高温あるいは低温でタンパク質を安定化させる。
- 耐凍結融解性 - 凍結融解による非可逆的変性を抑制する。
- 耐乾燥性 - 乾燥による非可逆的変性を抑制する。
- 凝集抑制 - タンパク質の凝集（会合）を抑制する。

## 例
- 淡水域と海域を行き来するモクズガニは海域においてグリシン濃度を高めることで海の高い浸透圧環境に適応している。
- 高濃度の塩化ナトリウム（NaCl）や尿素などにさらされる哺乳類の腎髄質（renal medulla）ではソルビトール、ベタイン、イノシトール、タウリンやGPCなどが主にオスモライトとして利用されている。
- 塩生植物では塩の浸透圧ストレスに対して、プロリン、バリン、イソロイシン、エクトイン、アスパラギン酸、ベタイン、グルコース、フルクトース、スクロース、フルクタン、マンニトール、ピニトール、myo-イノシトールなどがオスモライトとして利用されている。
- バクテリア類では高浸透ストレスに対して、トレハロース、プロリン、グルタミン酸、エクトイン、グリシンベタイン、カルニチンなどがオスモライトとして利用されている。

### 極限環境における例
- クマムシの耐乾燥性はトレハロースによるものと考えられている。

## 分類
主要なオスモライトの分類と一覧を以下に示す。なお、生物種などによってオスモライトとして使用される物質は異なっている。

### 無機イオン類
- カリウムイオン（K+）
- 塩化物イオン（Cl-）

### 多価アルコール類
単糖類、二糖類、多価アルコール類
- グリセロール
- マンニトール
- トレハロース
- グルコース
- スクロース
- ソルビトール
- イノシトール

### アミノ酸類
- アラニン、β-アラニン
- グリシン
- グルタミン酸
- プロリン
- GABA
- タウリン
- エクトイン

### メチルアンモニウム類
メチルアンモニウム類とスルホニウム類
- トリメチルアミン-N-オキシド（TMAO）
- コリン[1]
- アセチルコリン[1]
- グリシンベタイン（トリメチルグリシンなど）
- プロリンベタイン
- グリセロホスホコリン（GPC）
- ジメチルスルホニオプロピオナート（DMSP）

### 尿素類
- 尿素